# Мельядино-Сан-Фиденцио
Мельядино-Сан-Фиденцио (итал. Megliadino San Fidenzio) — коммуна в Италии, располагается в провинции Падуя области Венеция.
Население составляет 1834 человека, плотность населения составляет 122 чел./км². Занимает площадь 15 км². Почтовый индекс — 35040. Телефонный код — 0429.
Покровителем коммуны почитается святитель Фиденций из Падуи (итал. San Fidenzio), празднование 16 ноября.